# Dichaetomyia kairatuensis
Dichaetomyia kairatuensis är en tvåvingeart som beskrevs av Shinonaga 2004. Dichaetomyia kairatuensis ingår i släktet Dichaetomyia och familjen husflugor. Inga underarter finns listade i Catalogue of Life.